# Баркетт, Аарон
Аарон Исмаэль Баркетт (исп. Aaron Ismael Barquett; род. 9 марта 1999, Мерло, Буэнос-Айрес) — аргентинский футболист, защитник клуба «Феррокарриль Оэсте».

## Клубная карьера
Баркетт — воспитанник клубов «Архентинос Хуниорс». 5 марта 2019 года в поединке Кубка Аргентины против «Дуглас Хейг» Аарон дебютировал за основной состав.

## Международная карьера
В 2019 года в составе молодёжной сборной Аргентины Баркетт принял участие в молодёжном чемпионате Южной Америки в Чили. На турнире он сыграл в матчах против Перу, Венесуэлы, Эквадора, Колумбии и дважды Уругвая.
В 2019 году Баркетт в составе олимпийской сборной Аргентины стал победителем Панамериканских игр в Перу. На турнире он сыграл в матчах против команд Эквадора, Панамы и Уругвая. 

## Достижения
Международные
Аргентина (до 23)
- Победитель Панамериканских игр — 2019